# Lodowiec Kraka
Lodowiec Kraka (ang. Krak Glacier) – lodowiec na Wyspie Króla Jerzego, na północno-zachodnim wybrzeżu półwyspu Kraków Peninsula, opada od Kopuły Krakowa ku zatoce Lussich Cove (część Zatoki Martela). Leży między nunatakiem Tern Nunatak a pasmem wzgórz Warkocz.
Nazwę nadała polska ekspedycja antarktyczna od imienia legendarnego Kraka.